# شهوة
الشَهْوَة أو التَوْق هي قوةٌ نفسيةٌ تؤدي إلى رغبةٍ شديدةٍ لشيء ما أو ظرفٍ يُرضي الشعور، بينما يكون الشخص يمتلك بالفعل شيئًا هامًا آخر أو كميةً من شيءٍ مطلوب. للشهوة أشكالٌ متنوعةٌ مثل الرغبة الجنسية والحب والمال والقوة. وقد تأتي بأشكالٍ  عاديةٍ مثل شهوة الطعام (طالع الشراهة) وهي مختلفة عن الحاجة إلى الطعام.